# Брадичешти (Јаши)
Брадичешти (рум. Brădicești) насеље је у Румунији у округу Јаши у општини Долхешти. Oпштина се налази на надморској висини од 233 m.

## Становништво
Према подацима из 2002. године у насељу је живело 1148 становника, од којих су сви румунске националности.